# Нагорное (Александрийский район)
Нагорное (укр. Нагірне) — село в Великоандрусовской сельской общине Александрийского района Кировоградской области Украины.
До 2020 года входило в Светловодский район.
Население по переписи 2001 года составляло 356 человек. Телефонный код — 5236. Код КОАТУУ — 3525287603.